# Yūko Mizutani
Yūko Mizutani (水谷 優子 Mizutani Yūko?,  Ama, prefectura de Aichi, Japón; 4 de noviembre de 1964 - 17 de mayo de 2016) fue una seiyū japonesa que trabajó para Production Baobab.
Debutó en 1985 en el anime Mobile Suit Zeta Gundam y tuvo su papel más destacado en la década de 1990 en Chibi Maruko-chan, haciendo el papel de Sakiko Sakura, hermana mayor de Maruko, durante dos décadas. Su reemplazo estará a cargo de la seiyū Machiko Toyoshima.
Falleció el 17 de mayo de 2016, a la edad de 51 años, a causa del cáncer de mama.

## Trabajos como seiyu
- Alfimi, Excellen Browning y Lemon Browning, Katana & Byakuya en Super Robot Wars.
- Anri en Bubblegum Crisis.
- Apple en Zillion.
- Aqua en Nadesico.
- Black Joker en Gundam.
- Buffy Summers en Buffy the Vampire Slayer.
- Chocolate Misu en Sorcerer Hunters.
- Daiuchū no Ōinaru Ishi en Excel Saga.
- Draco Centauros en Puyo Puyo.
- Faury en Shadow Skill.
- Galactica en Dead Leaves.
- Hitomi Nakajo en Idol Defense Force Hummingbird.
- Ikuko Tsukino en Sailor Moon Crystal.
- Iris in Rock Man X4.
- Karene Langley in Growlanser & Growlanser II: The Sense of Justice.
- Katana en Namco x Capcom.
- Kurumi en Ranma ½ OVA's.
- Leina Stōl en Machine Robo: Revenge of Cronos.
- Luchs en Saber Marionette.
- Marie en Nadia: The Secret of Blue Water.
- Memu (Lady Like), Waddle Doo, Mabel, Coo, Chilly, Walky, y Devil Frog en Hoshi no Kirby.
- Mihoshi Kuramitsu en Tenchi Muyo!
- Minnie Mouse en Kingdom Hearts.
- Miyuki Aiba/Tekkaman Rapier en Tekkaman Blade.
- Mizuki Segawa en Bio-Booster Armor Guyver (OVA).
- Namiko Tsuki en Kashimashi: Girl Meets Girl.
- Naoko en Eve no jikan.
- Omitsu en Kyattou Ninden Teyandee.
- Perimi/Phyllis en Animal crossing (serie), la adaptacióin del videojuego Animal Crossing al cine.
- Pinoko en Black Jack.
- Rochinolle en Mega Man (serie animada).
- Sakiko Sakura en Chibi Maruko-chan.
- Sara en Yu-Gi-Oh! GX.
- Sarah Zabiarov y Cheimin Noa ien Z Gundam.
- Sora Takenouchi en Digimon Adventure, Digimon Adventure 02.
- Toby Masuyo en Namco x Capcom.
- Tot en Weiss Kreuz.
- V-Sion en KO Beast.
- Witch en Puyo Puyo~n.

## Música
- Participó junto con Megumi Hayashibara en el ending Whip on Darling del OVA de Sorcerer Hunters.[3]